# Moruzzo
Moruzzo is een gemeente in de Italiaanse provincie Udine (regio Friuli-Venezia Giulia) en telt 2240 inwoners (31-12-2004). De oppervlakte bedraagt 17,9 km², de bevolkingsdichtheid is 128 inwoners per km².
De volgende frazioni maken deel uit van de gemeente: Alnicco, Brazzacco, Modotto, Santa Margherita del Gruagno.

## Demografie
Moruzzo telt ongeveer 898 huishoudens. Het aantal inwoners steeg in de periode 1991-2001 met 2,0% volgens cijfers uit de tienjaarlijkse volkstellingen van ISTAT.
| Jaar | Inwoneraantal |
| ---- | ------------- |
| 1991 | 2128          |
| 2001 | 2170          |

## Geografie
Moruzzo grenst aan de volgende gemeenten: Colloredo di Monte Albano, Fagagna, Martignacco, Pagnacco.

## Bezienswaardig
- Castello di Brazzà

## Foto's

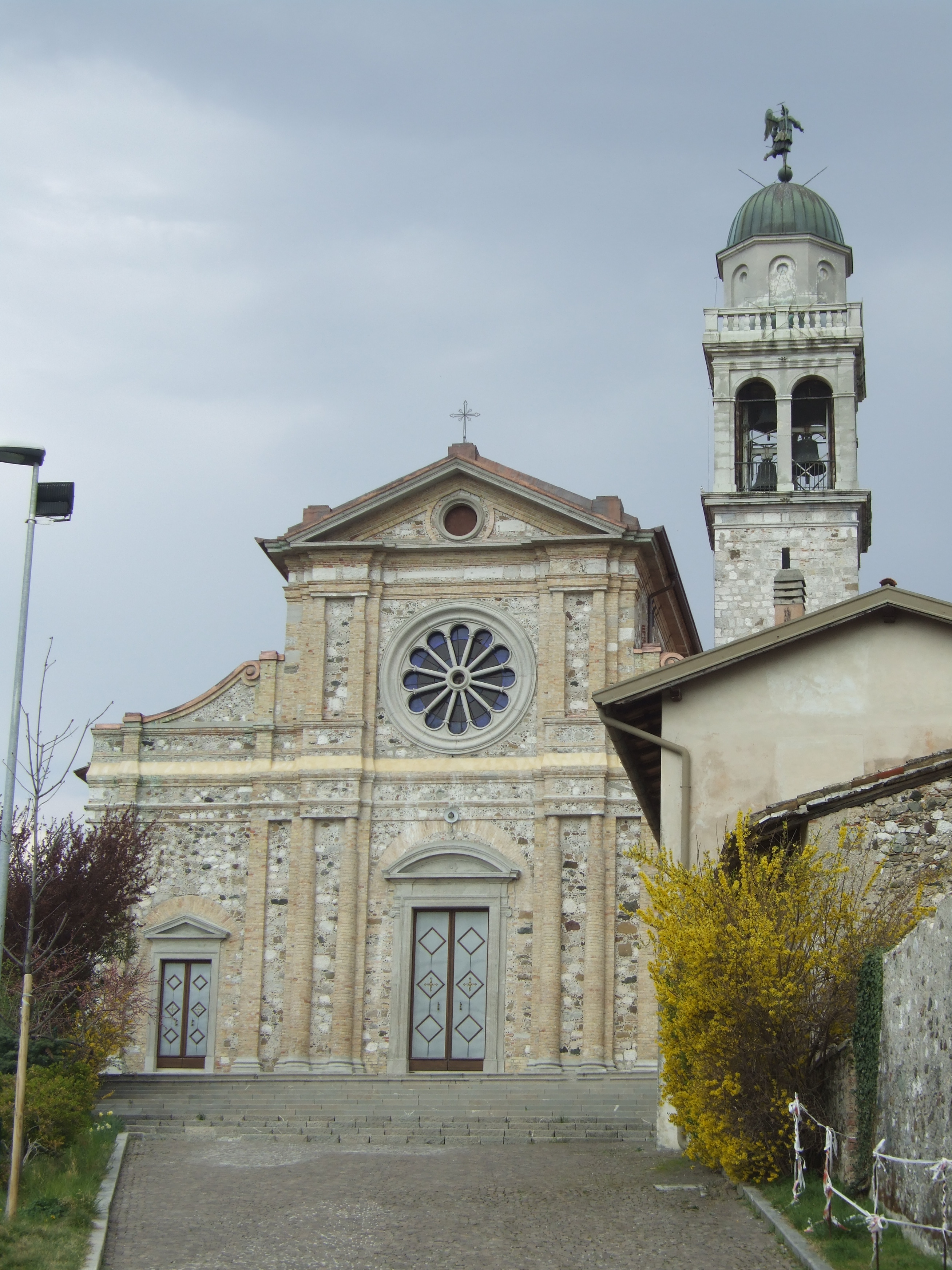
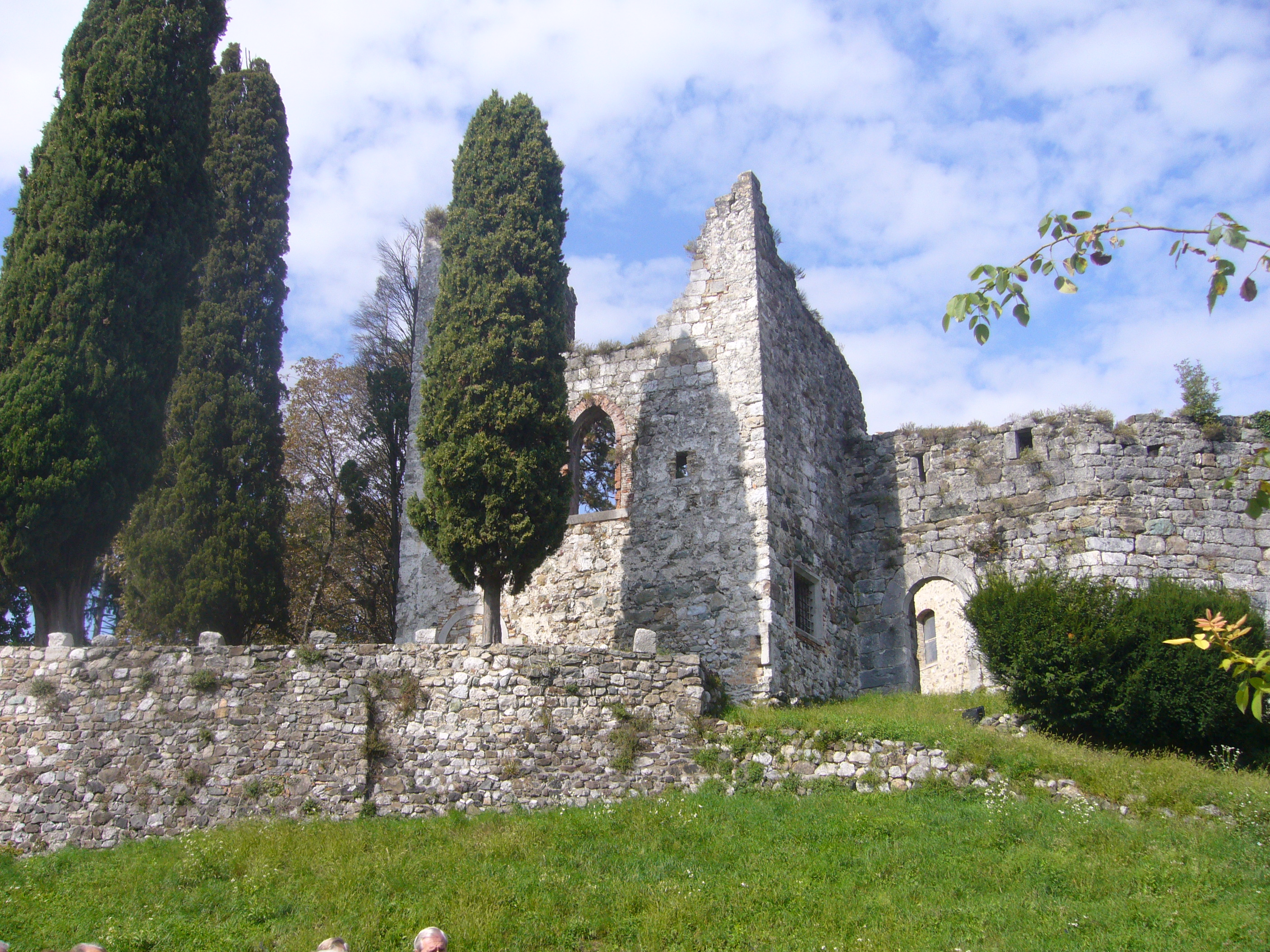
Castello di Brazzacco
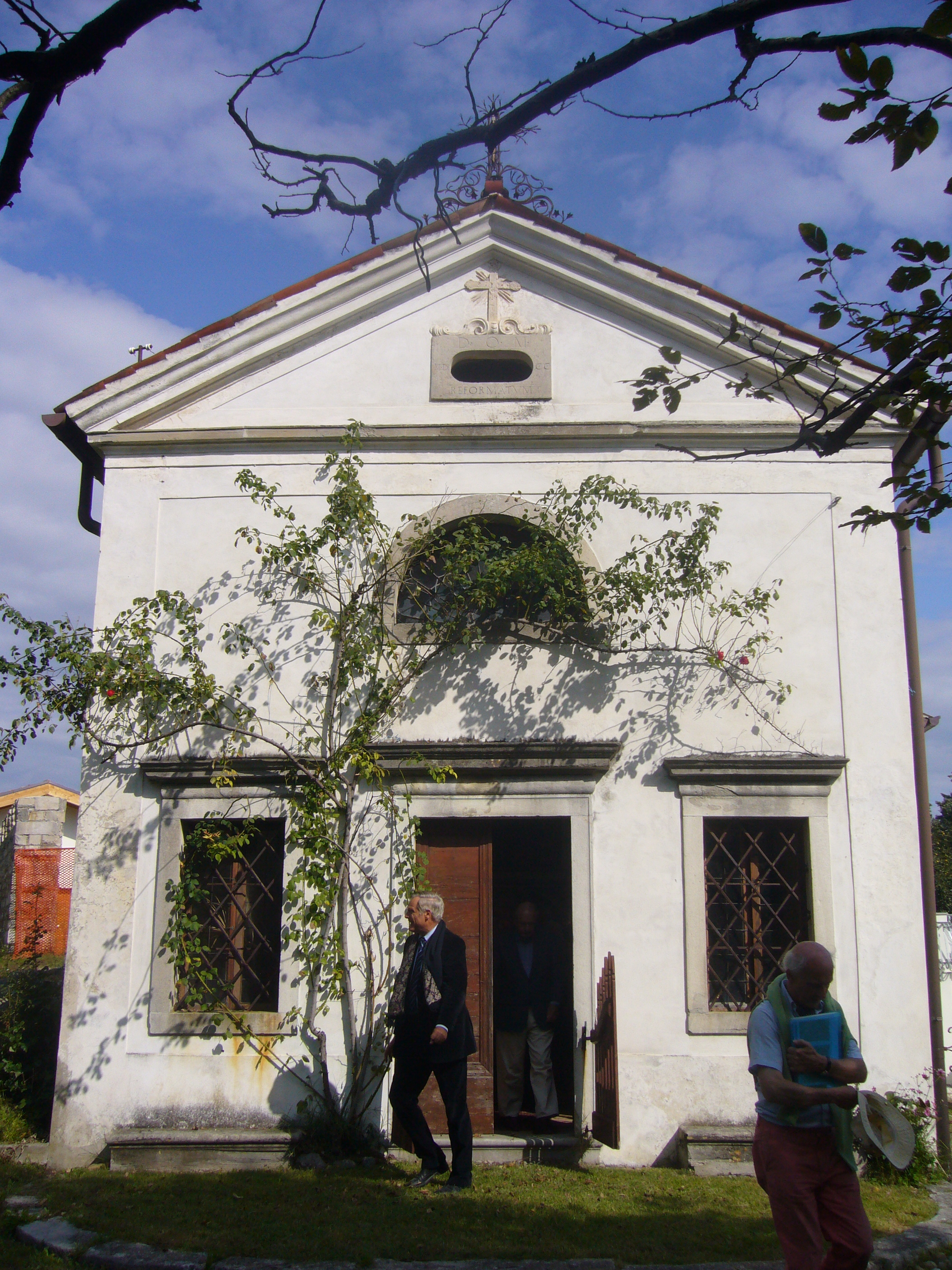
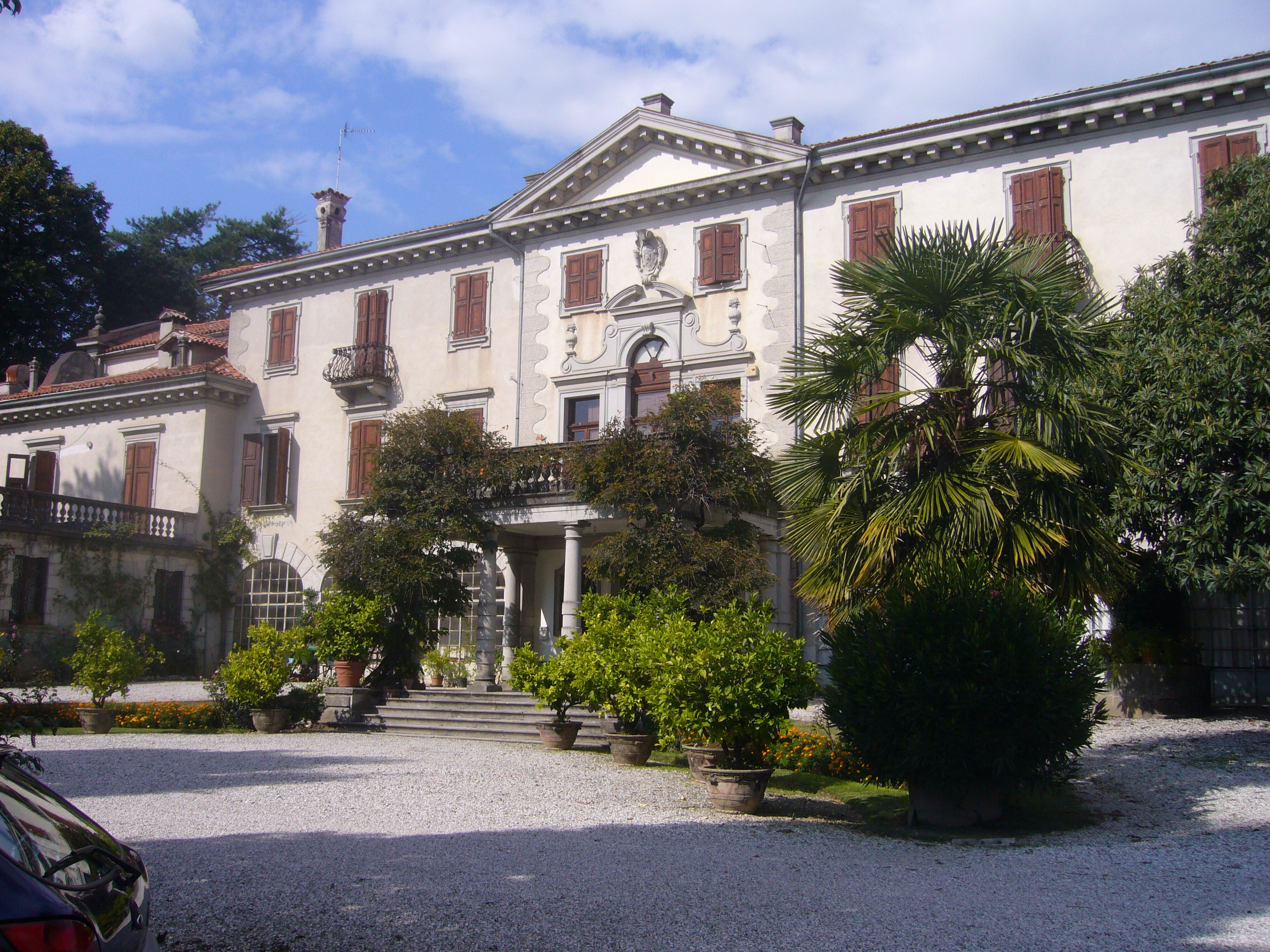
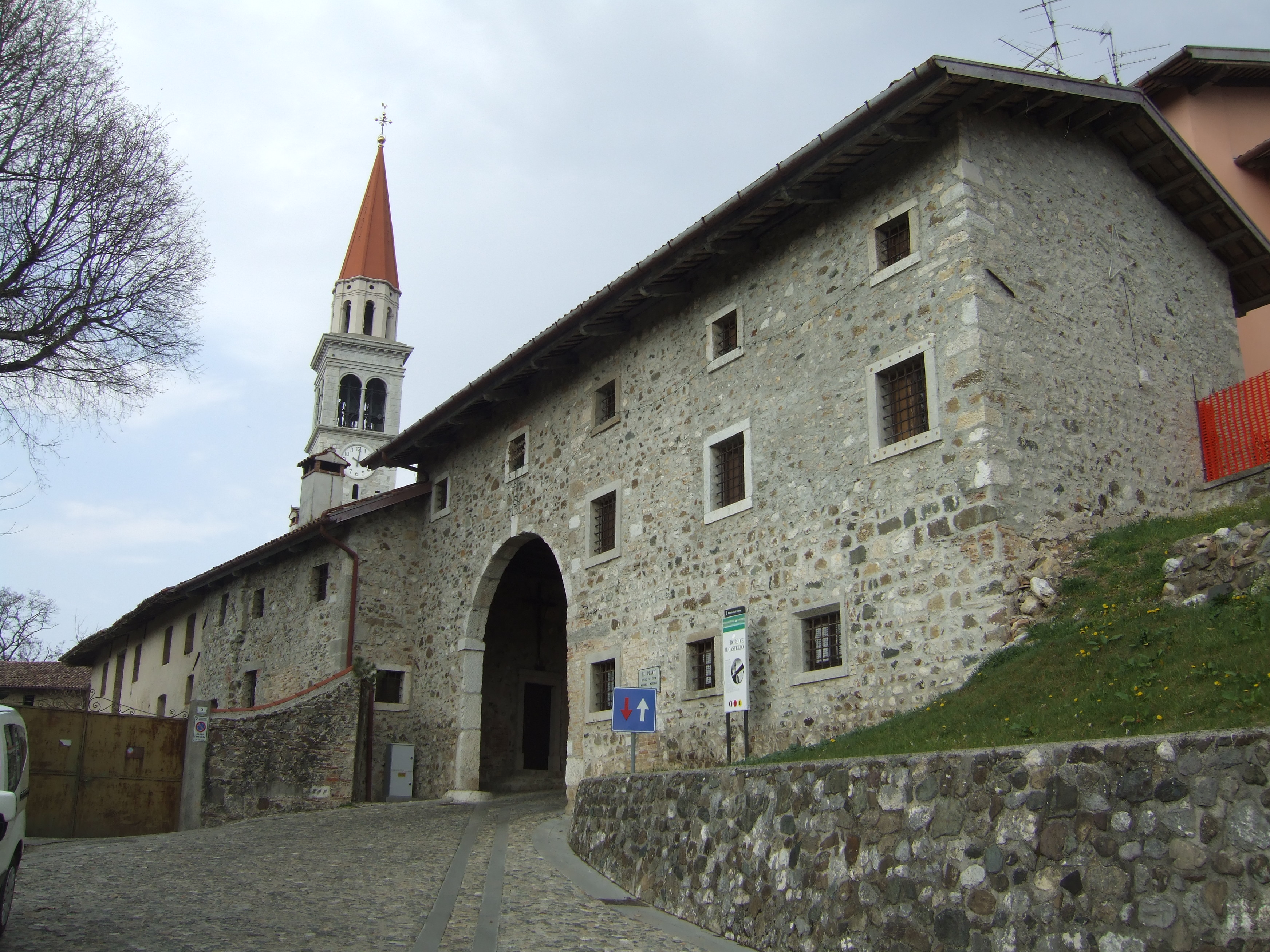
Santa Magherita del Gruagno